# Milton Delgado
Milton Delgado (La Matanza, 16 juni 2005) is een Argentijns voetballer die doorgaans speelt als middenvelder. In april 2024 debuteerde hij voor Boca Juniors.

## Clubcarrière
Delgado speelde in de jeugd van CA Los Ángeles en stapte in zijn tiende levensjaar over naar de opleiding van Boca Juniors. Hier tekende hij in februari 2024 zijn eerste professionele contract, tot en met december 2018. Zijn debuut in het eerste elftal volgde twee maanden later, toen op 4 april in de CONMEBOL Sudamericana gespeeld werd tegen het Boliviaanse Nacional Potosí. De wedstrijd eindigde in 0–0 en Delgado viel elf minuten voor het einde van de reguliere speeltijd in voor Mauricio Benítez. Tijdens zijn eerste seizoen kwam de middenvelder tot zeventien officiële optredens.

## Clubstatistieken
| Seizoen | Club         | Competitie       | Competitie | Competitie | Beker | Beker | Internationaal | Internationaal | Totaal | Totaal |
| Seizoen | Club         | Competitie       | Wed.       | Dlp.       | Wed.  | Dlp.  | Wed.           | Dlp.           | Wed.   | Dlp.   |
| ------- | ------------ | ---------------- | ---------- | ---------- | ----- | ----- | -------------- | -------------- | ------ | ------ |
| 2024    | Boca Juniors | Primera División | 11         | 0          | 2     | 0     | 4              | 0              | 17     | 0      |
| 2025    | Boca Juniors | Primera División | 12         | 0          | 0     | 0     | 1              | 0              | 13     | 0      |
| Totaal  | Totaal       | Totaal           | 23         | 0          | 2     | 0     | 5              | 0              | 30     | 0      |

Bijgewerkt op 18 juni 2025.